# 李霞 (摔角手)
李霞（1988年7月28日—），原名赵霞，中国职业摔角手，曾是世界摔角娱乐（WWE）旗下的摔角手，也是WWE的第一位中国女选手。

## 职业生涯

### 梅扬经典赛
2017年1月，在上海的试训活动中被星探相中的李霞来到WWE表演中心。7月13日，李霞在首届梅扬经典赛上亮相，成为史上首位在WWE擂台比赛的中国女性，最终在第一轮被梅赛德斯·马丁内斯淘汰。2018年9月19日，李霞参加第二届梅扬经典赛，在第一轮击败凯伦Q（Karen Q），但在第二轮被迪奥娜·普拉佐淘汰。2017年至2018年，除了梅扬经典赛，李霞只在NXT的非电视转播赛事中亮相。

### NXT时期
2019年1月27日，李霞参加WWE重大付费赛事《皇家大战》，以第11顺位出战女子皇家大战，在坚持4分48秒后被夏洛特·福莱尔淘汰。在2月20日的《NXT》节目中，李霞迎来个人首场电视比赛，在单打赛中输给米娅·严。5月1日的《NXT》中，李霞击败蕾切尔·埃弗斯，拿下个人电视赛事首胜。11月中旬，与阿丽雅和凡妮莎·博恩展开剧情，在11月13日和27日的节目中分别战胜两人，但在后者的赛后被NXT女子冠军夏娜·贝斯勒率领的玛丽娜·沙菲尔和杰萨明·杜克偷袭。次周与夏娜进行非冠军赛，被对方使出屈服计取胜。
2020年1月26日，李霞再度参加《皇家大战》的女子皇家大战，以第24顺位进场，在坚持了10分49秒后被善娜·贝斯勒淘汰。2月26日，在《NXT》与米娅·严重赛，在米娅被达科他·凯和蕾切尔·冈萨雷斯分散注意力后，以背部双肩压力压制米娅取胜。3月25日的《NXT》上，李霞与阿丽雅进行梯子赛，决出NXT女子冠军头号竞争者，但于比赛前夕在后台遭阿丽雅偷袭负伤，无法参赛。双方在4月15日《NXT》比赛，李霞取胜，成功复仇。5月6日的《NXT》，李霞与雀儿喜·格林比赛，结果被阿丽雅分心，输掉比赛。双方于6月17日再度比赛，罗伯特·斯通在擂台上呕吐，让李霞分心，被阿丽雅取胜。
9月16日的《NXT》，凯登·卡特与凯西·卡坦扎罗联手击败李霞与杰西·卡米亚（Jessi Kamea）组合，李霞赛后拒绝与对方握手。次周，李霞参与角逐NXT女子冠军头号竞争者的上绳挑战赛，结果坎蒂丝·勒雷赢得胜利。9月30日《NXT》，李霞在比赛中输给卡特，卡特伸手让她拉起身，结果被她推在擂台地毯上。次周，李霞在比赛中输给肖兹·黑心，赛后收到王彦博的信，开始追随他。10月21日的《NXT》，李霞输给卡坦扎罗，赛后袭击卡坦扎罗和卡特，转为反派。
11月25日的《NXT》播出了李霞和王彦博的一段小故事，两人面容憔悴，最近一辆汽车的后座，不知道要被载去哪里。另外，11月11日的《NXT》中为王彦博送信的长者出现大楼下，似乎在等两人。随后几个礼拜的节目中，李霞和王彦博因失利接受严酷的惩罚，长者与一位脸上涂着黑白彩绘的神秘人在旁目睹。2021年1月6日的《NXT：忌年快乐》，改头换面的李霞回归，以强大气场击败卡特里娜·科尔特斯（Katrina Cortez）。次周，李霞连续击败两个菜鸟选手，赛后不发一言，按照师父的命令捆绑对手并给予粗暴攻击。2月10日的《NXT》上，李霞迅速击败科拉·裘德（Cora Jade），凯西·卡坦扎罗和凯登·卡特在比赛期间和结束后找她理由，被她攻击，说她们不尊重她师傅美英（Mei Ying）。李霞在2月24日和3月10日的《NXT》节目分别击败卡坦扎罗和卡特，并在三个礼拜后的强弱不等赛中击败两人。
6月，输掉第一届梅扬经典赛的李霞找当年的冠军梅赛德斯·马丁内斯报仇，后在《NXT接管：比赛到你家》中击败对方。6月29日的《NXT》上，李霞、王彦博组合与马丁内斯、杰克·阿特拉斯进行男女混合双打赛。7月20日的《NXT》，李霞挑战蕾切尔·冈萨雷斯的NXT女子冠军，未能成功，且在比赛期间使出上绳反身飞扑（springboard senton splash）时受伤，所幸无大碍。

### SmackDown时期
在2021年转会日中，李霞转会到SmackDown品牌。同年12月10日，李霞以正派身份首次亮相《SmackDown》节目，击退了索尼娅·德维尔、娜塔莉亚与谢娜·巴斯勒对娜奥米的攻击。2022年2月25日，李霞献上个人在《SmackDown》的首场比赛，击败了娜塔莉亚。随后李霞沉寂了数周，在4月22日《SmackDown》节目中转为反派，称没人值得她去保护，她只关心保护自己。6月3日《SmackDown》，李霞参加决定SmackDown女子冠军第一竞争者资格的六人挑战赛，最终输给了娜塔莉亚。随后一个礼拜的节目中，李霞将参加女子合约公文包阶梯赛的资格输给了蕾西·伊凡斯。6月27日，李霞首次亮相《Raw》节目，在一场六人淘汰赛中争夺女子合约公文包阶梯赛的最后一个名额，结果被贝姬·林奇第一个淘汰。
8月5日的《SmackDown》节目中，李霞参与争夺SmackDown女子冠军第一竞争者资格的车轮战，结果输给了巴斯勒。随后一个礼拜的节目中，李霞与黑心肖兹组队争夺空缺的WWE女子双打冠军头衔，结果被拉奎尔·冈萨雷斯和阿丽雅组合淘汰。8月26日的《SmackDown》，李霞再次携手肖兹，参加WWE女子双打冠军锦标赛半决赛阶段的一场四强争霸大战，最终被娜塔莉亚和索尼娅·德维尔击败。9月9日《SmackDown》，李霞参加决出SmackDown女子冠军第一竞争者资格的五强争夺大战，结果龙达·鲁西击败，无缘在《极限规则》大赛上挑战丽芙·摩根的冠军头衔。11月11日的《SmackDown》，李霞参加决出SmackDown女子冠军第一竞争者资格的六人比赛，比赛胜者将在《幸存者系列赛：战争游戏》中挑战鲁西的冠军头衔；最终肖兹拿下比赛胜利。至12月23日的《SmackDown》，李霞参加决出SmackDown女子冠军第一竞争者资格的车轮战，在比赛中淘汰了艾玛和泰根·诺克斯，之后被最终的冠军罗德里格兹淘汰。
2023年1月28日，李霞参加了皇家大战，以第14顺位出战，在坚持了15分30秒后被泽琳娜·维加淘汰。3月24日的《SmackDown》，李霞与蕾西·伊凡斯组队挑战娜塔莉亚和肖兹，争夺在《摔角狂热39》参加女子双打冠军四强争霸大赛的资格，没有成功。

### Raw时期
2023年WWE转会日，李霞转入Raw品牌。6月8日的《Main Event》节目中，李霞输给了坎蒂丝·勒雷。10月9日的Raw，李霞向NXT女子冠军贝姬·林奇下战书。10月30日的《Raw》，李霞在一场快节奏的比赛中击败坎蒂丝，之后再次向林奇下战书；林奇表示现在就可以打，李霞提出择日再战。随后一个礼拜，林奇出场参加争夺在《幸存者系列赛：战争游戏》中挑战蕾雅·里普利女子世界冠軍资格的上绳挑战赛时，被李霞偷袭，无法出战。Raw节目总经理亚当·皮尔斯作出处罚，禁止李霞参加这场比赛。11月7日，李霞回归《NXT》，向新科NXT女子冠军女武神莱拉下战书；李霞说自己此番是为了莱拉的冠军头衔而来，又问莱拉有没有看到昨晚发生在林奇身上的事情。随后一名保安到场，挡在李霞和莱拉之间，结果吃了李霞一记中段旋踢。
11月13日的《Raw》，李霞通过KO击败英迪·哈特韦尔。之后贝姬·林奇出场，不等李霞选定比赛时间，径直闯入擂台，想给李霞来一记跳水式手斧劈击，结果被李霞逃走。当晚，NXT的官方Twitter帐号表示女武神莱拉收到李霞发来的“武士茶道”（Warriors Tea Ceremony）邀请函。次日的《NXT》节目中，武士茶道如期举行，李霞说这个仪式很重要，她的祖先就是用茶道的方式，向对手致敬。李霞说，下个礼拜女武神莱拉和她进行冠军头衔赛的时候，茶叶在高温下散架的样子，就是女武神莱拉到时候的下场。之后李霞要求莱拉把茶喝下去，莱拉婉拒，李霞随即警告莱拉，不把茶喝掉，比赛的时候就毫不留情。退场前，双人恭敬地向对方鞠躬。11月20日的《Raw》，李霞正式对阵林奇，结果落败。第二天晚上的《NXT》，李霞挑战莱拉的NXT女子冠军失败。
2024年1月27日，李霞第四次参加皇家大战，以第16顺位进场，坚持了6分46秒，最终被奈雅·贾克斯淘汰。2月19日的《Raw》，李霞参加上绳挑战赛，争夺参加《铁笼密室淘汰赛：珀斯》女子铁笼密室淘汰赛的最后一个名额，输给了拉奎尔·罗德里格兹。

### 告别WWE
2024年4月19日，李霞宣布告别WWE，随后被释放。

## 个人生活
李霞加入WWE前是格斗运动员，常参加武术比赛，还与别人合伙开办健身房。她在多个武术及健身比赛中夺得第一名，包括第二届世界武术锦标赛、Nike挑战赛及首届中国全能挑战赛：明珠之战（China Throw Down: Battle on the Bund）。